# Bispo de Manchester
O Bispo de Manchester é o ordinário da diocese de Manchester da Igreja Anglicana, na província de Iorque.
O atual bispo é David Walker, que foi entronizado em 30 de novembro de 2013. A residência oficial do bispo está localizada em Bishopscourt, Bury New Road, Salford.

## História
A diocese de Manchester foi fundada em 1847. Com o crescimento da população em Manchester e ao redor, o bispo nomeou o primeiro bispo sufragâneo, o bispo de Hulme, em 1924 para auxiliar na supervisão da diocese. Três anos depois, um segundo foi nomeado, o Bispo de Middleton. Após quase sessenta anos, o terceiro e último bispo sufragâneo, o bispo de Bolton, foi nomeado em 1984.

## Lista de bispos
| Bispos de Manchester | Bispos de Manchester | Bispos de Manchester   | Bispos de Manchester                                             |
| De                   | Até                  | Bispo                  | Notas                                                            |
| -------------------- | -------------------- | ---------------------- | ---------------------------------------------------------------- |
| 1848                 | 1869                 | James Prince Lee       | Morreu no cargo.                                                 |
| 1870                 | 1885                 | James Fraser           | Morreu no cargo.                                                 |
| 1886                 | 1903                 | James Moorhouse        | Translado de Melbourne; aposentado; morreu em 1915.              |
| 1903                 | 1921                 | Edmund Knox            | Translado de Coventry; aposentado; morreu em 1937.               |
| 1921                 | 1929                 | William Temple         | Translado para York e então Canterbury; morreu no cargo em 1944. |
| 1929                 | 1947                 | Guy Warman             | Translado de Chelmsford; aposentado; morreu em 1953.             |
| 1947                 | 1970                 | William Greer          | Aposentado; morreu em 1972.                                      |
| 1970                 | 1978                 | Patrick Rodger         | Translado de Oxford; aposentado; morreu em 2002.                 |
| 1979                 | 1992                 | Stanley Booth-Clibborn | Aposentado; morreu em 1996.                                      |
| 1993                 | 2002                 | Christopher Mayfield   | Translado de Wolverhampton; aposentado.                          |
| 2002                 | 2013                 | Nigel McCulloch        | Translado de Wakefield.                                          |
| 2013                 | incumbent            | David Walker           | Translado de Dudley.                                             |
| Fonte:               |                      |                        |                                                                  |